# Zoutkamp
Zoutkamp (em neerlandês: Soltkamp) é uma vila no município de Het Hogeland, que faz parte da província Groningen, na Holanda. A vila começou com a construção de um forte. Durante a Guerra dos Oitenta Anos, foi o local da Batalha de Zoutkamp. Mais tarde tornou-se uma vila de pescadores.

## História
Zoutkamp foi mencionado pela primeira vez em documentos em 1418 como Soltcampum. Seus primeiros habitantes podem ter sido soldados.
Durante a Revolta Holandesa, a cidade de Groningen aliou-se à Espanha. A maior parte do Ommelanden (zona rural) e da província da Frísia optaram pela República Holandesa. Em 1576, um forte  foi construído em Zoutkamp pelos espanhóis. Em 22 de julho de 1594, após o cerco de Groningen, a cidade foi forçada a ficar do lado da República Holandesa.
Na década de 1950, houve apelos para fechar o Lauwerszee, a baía perto da qual Zoutkamp estava localizada. Em 1969, o dique foi concluído e um porto foi construído em Lauwersoog. A província de Groningen pretendia usar o porto apenas para fins recreativos, porque estava construindo o Eemshaven como um novo porto principal. Zoutkamp e a província da Frísia desejavam um porto comercial. Em Janeiro de 1970, o conflito foi levado aos Estados Gerais dos Países Baixos.
Lauwersoog tornou-se um porto marítimo bem-sucedido, no entanto, os pescadores de Zoutkamp ainda usam o registro "ZK" em vez de "LO" para indicar seu local de origem. O porto de Zoutkamp é hoje apenas para barcos recreativos. A balsa para Schiermonnikoog, que partia de Zoutkamp foi transferida para Lauwersoog.